# Xã Leenthrop, Quận Chippewa, Minnesota
Xã Leenthrop (tiếng Anh: Leenthrop Township) là một xã thuộc quận Chippewa, tiểu bang Minnesota, Hoa Kỳ. Năm 2010, dân số của xã này là 243 người.